# Happy Hour (Luciano Ligabue)
Happy Hour è un brano musicale scritto da Luciano Ligabue e quarto singolo estratto dall'album Nome e cognome (2005) nell'estate 2006.

## Il disco
Il formato CD (catalogo WEA 510 1 15536 2) contiene 3 brani: la prima traccia è la versione estratta dall'album della canzone, le successive sono due remix estesi della stessa. La versione su 12" in vinile (WEA 510 1 15537 0) è priva della prima traccia, con gli stessi remix uno per lato nell'ordine.

## Il brano
Con questa canzone Ligabue vince per la terza volta il Festivalbar. La prima vittoria avvenne nel 1990 (categoria Disco Verde, come esordiente) con Balliamo sul mondo, mentre la seconda avvenne nel 2002 con Tutti vogliono viaggiare in prima.
Anche questo brano ha ottenuto un grande successo ed è diventato un tormentone estivo, soprattutto perché è stato scelto da Vodafone come colonna sonora per la sua campagna pubblicitaria di quel periodo.

## Il video musicale
Girato a Terracina sui resti del Tempio di Giove Anxur, per la regia di Fabio Jansen.
- Videoclip ufficiale, su YouTube. URL consultato il 9 gennaio 2015.

È stato inserito nei DVD Secondo tempo del 2008 e Videoclip Collection del 2012, quest'ultima distribuita solo nelle edicole. Presente anche nei vari DVD del Nome e cognome tour 2006.

## Tracce
CD (WEA 510 1 15536 2)
1. Happy Hour (album version) – 4:13 (Luciano Ligabue)
2. Happy Hour (DJ Ross extended remix) – 7:15
3. Happy Hour (DJ Molella extended remix) – 5:46

Durata totale: 17:14

## Formazione
- Luciano Ligabue - voce

### La Banda
- Niccolò Bossini - chitarra
- Antonio Righetti - basso
- Fabrizio Simoncioni - tastiera, cori

### Altri musicisti
- Eugenio Mori - batteria

## Classifiche
| Classifica (2006) | Posizione massima |
| ----------------- | ----------------- |
| Italia            | 4                 |

### Classifiche di fine anno
| Classifica (2006) | Posizione |
| ----------------- | --------- |
| Italia            | 21        |